# Килани
Кила̀ни (на гръцки: Κοιλάνι) е село в Кипър, окръг Лимасол. Според статистическата служба на Република Кипър през 2001 г. селото има 255 жители.
Намира се на 3 km южно от Пера Педи.